# St. Jakobus der Ältere (Tschirn)

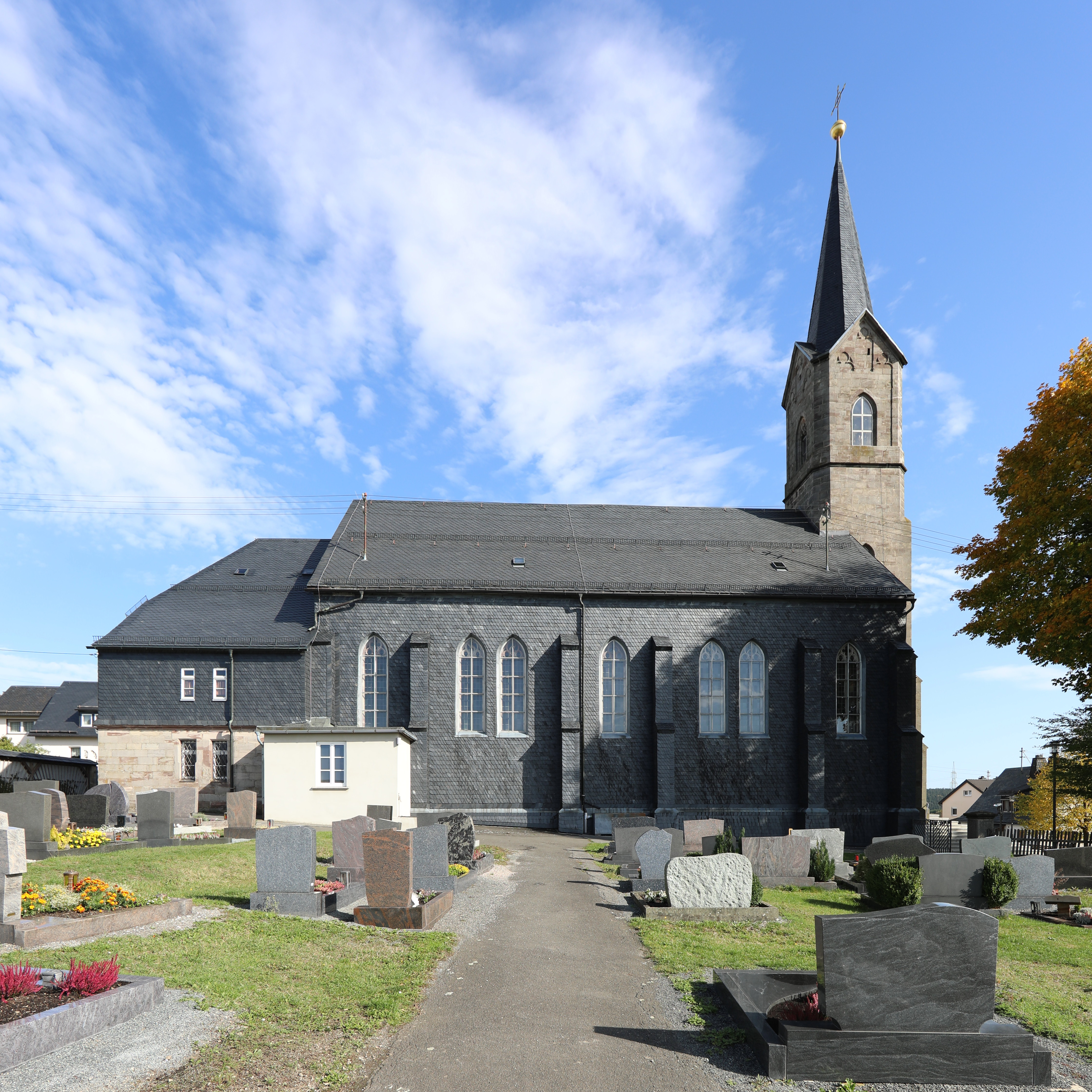
St. Jakobus der Ältere (Tschirn)

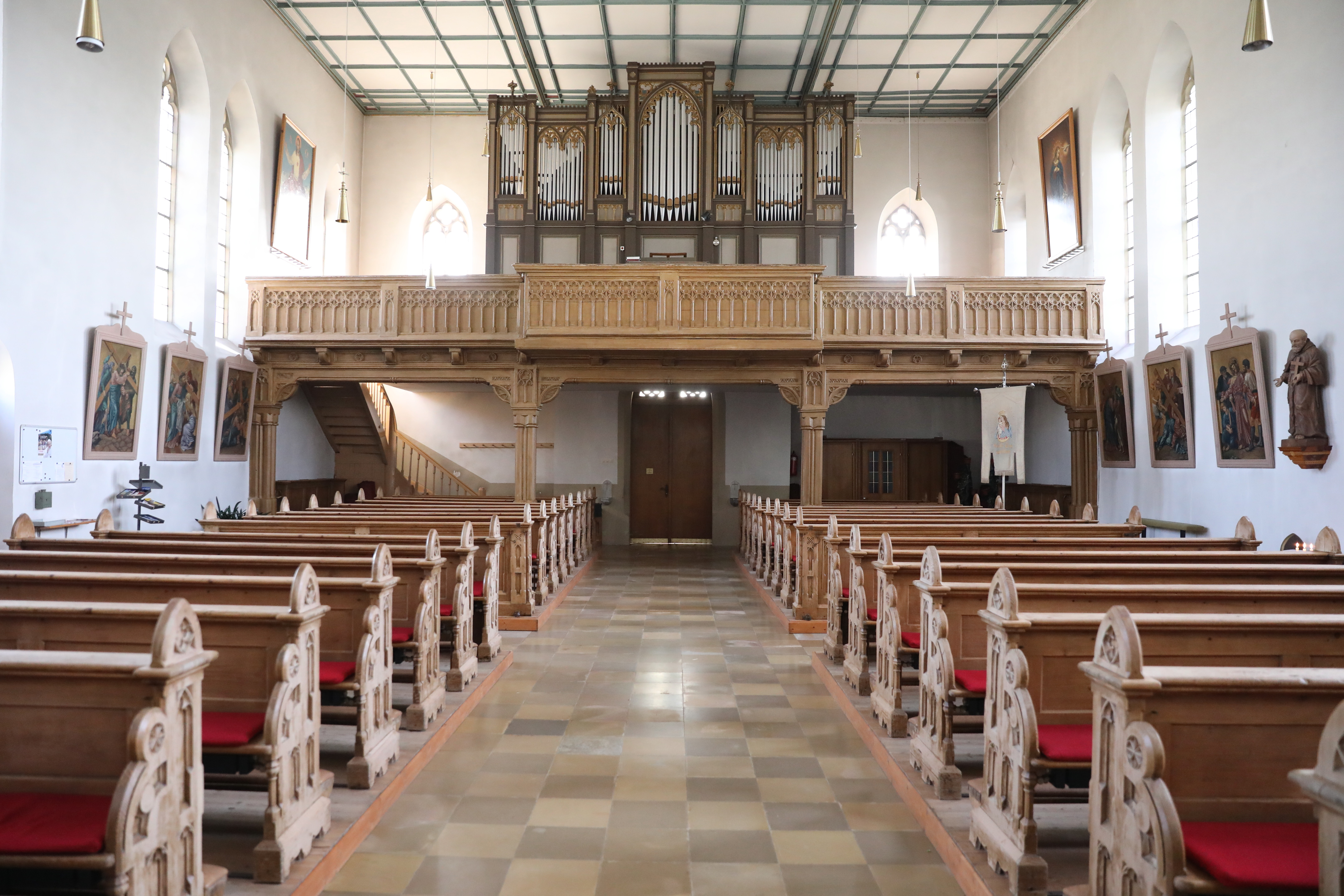
Innenraum mit Steinmeyer-Orgel (2019)

Die römisch-katholische, denkmalgeschützte Pfarrkirche St. Jakobus der Ältere steht in Tschirn, einer Gemeinde im Landkreis Kronach (Oberfranken, Bayern). Eine Kirche wurde bereits 1276 genannt. Die Pfarrei gehört zum Seelsorgebereich Frankenwald im Dekanat Kronach des Erzbistums Bamberg.

## Beschreibung
Die neugotische Saalkirche wurde 1869/70 aus Quadermauerwerk erbaut. Ausgeführt wurden die Arbeiten von Baumeister Georg Zeuß aus Vogtendorf, die Baupläne stammten wahrscheinlich von Kreisbaudirektor Adolph Zeitler aus Bayreuth. Das Bauwerk besteht aus einem von Strebepfeilern gestützten, mit einem Satteldach bedeckten Langhaus, dessen Westwand verschiefert ist, einem eingezogenen, dreiseitig geschlossenen Chor im Nordwesten und einem Fassadenturm im Südosten, der mit einem achtseitigen, spitzen Helm bedeckt ist. Die Sakristei befindet sich in der Nordwestecke von Chor und Langhaus. 
Die Orgel ist ein Werk der Firma G. F. Steinmeyer & Co. aus dem Jahr 1871. Sie verfügt über 18 Register auf zwei Manualen und Pedal. 2021 fand eine Restaurierung des denkmalgeschützten Instruments statt.